# 2069
Năm 2069. Trong lịch Gregory, nó sẽ là năm thứ 2069 của Công nguyên hay của Anno Domini; năm thứ 69 của thiên niên kỷ thứ 3 và của thế kỷ 21; và năm cuối cùng của thập niên 2060.